# Džbánov (przystanek kolejowy)
Džbánov – przystanek kolejowy w miejscowości Džbánovie, w kraju pardubickim, w Czechach Znajduje się na wysokości 290 m n.p.m.
Na przystanku istnieje możliwości zakupu biletów i rezerwacji miejsc.

## Linie kolejowe
- 018 Choceň - Litomyšl